# Tony Johnson
Tony Johnson é um engenheiro de som americano. Como reconhecimento, foi nomeado ao Oscar 2014 na categoria de Melhor Mixagem de Som por The Hobbit: The Desolation of Smaug.